# Three Arch Rocks National Wildlife Refuge

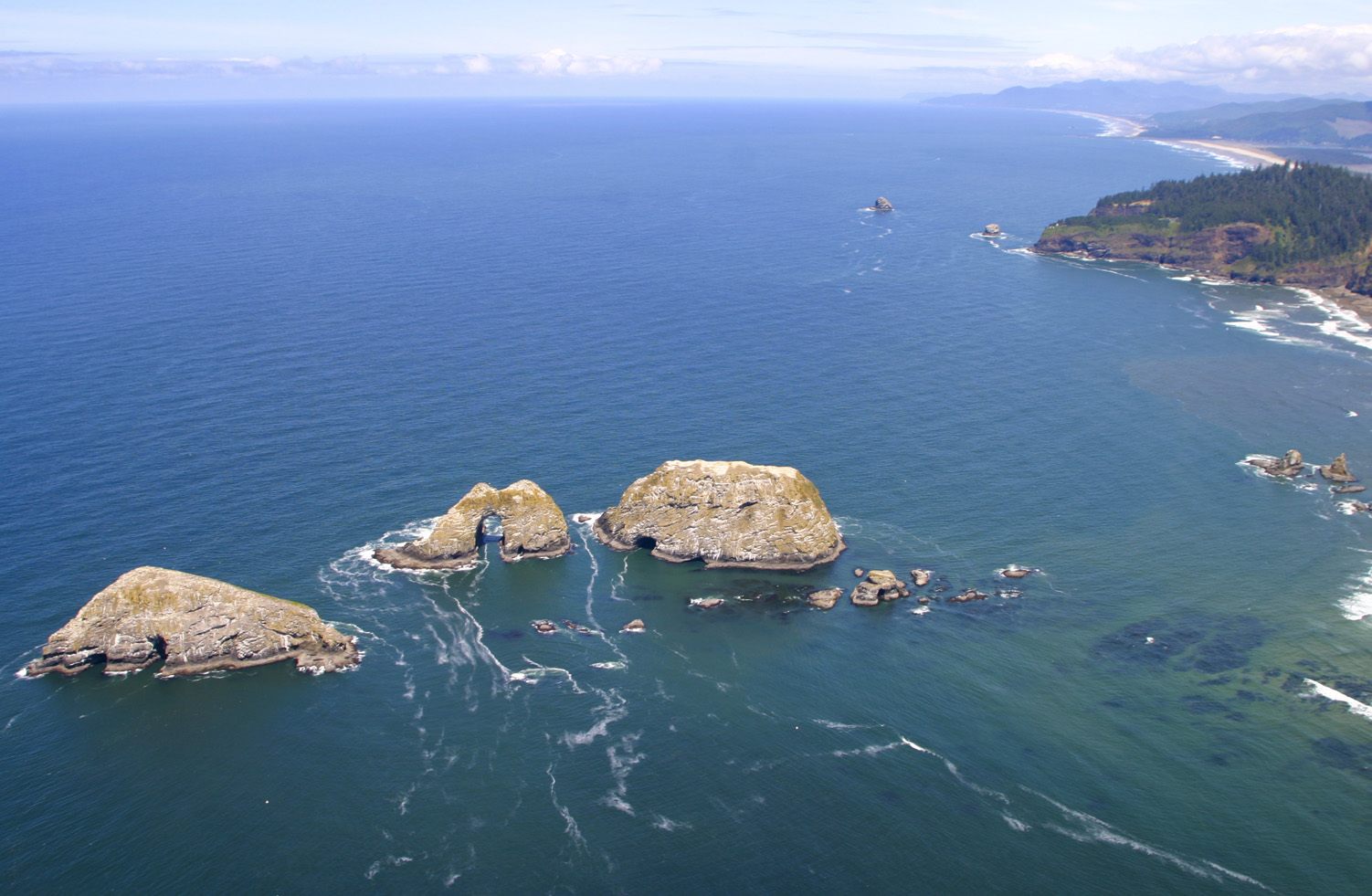
Luchtfoto van de eilandjes. De kaap rechts op de foto is Cape Meares.

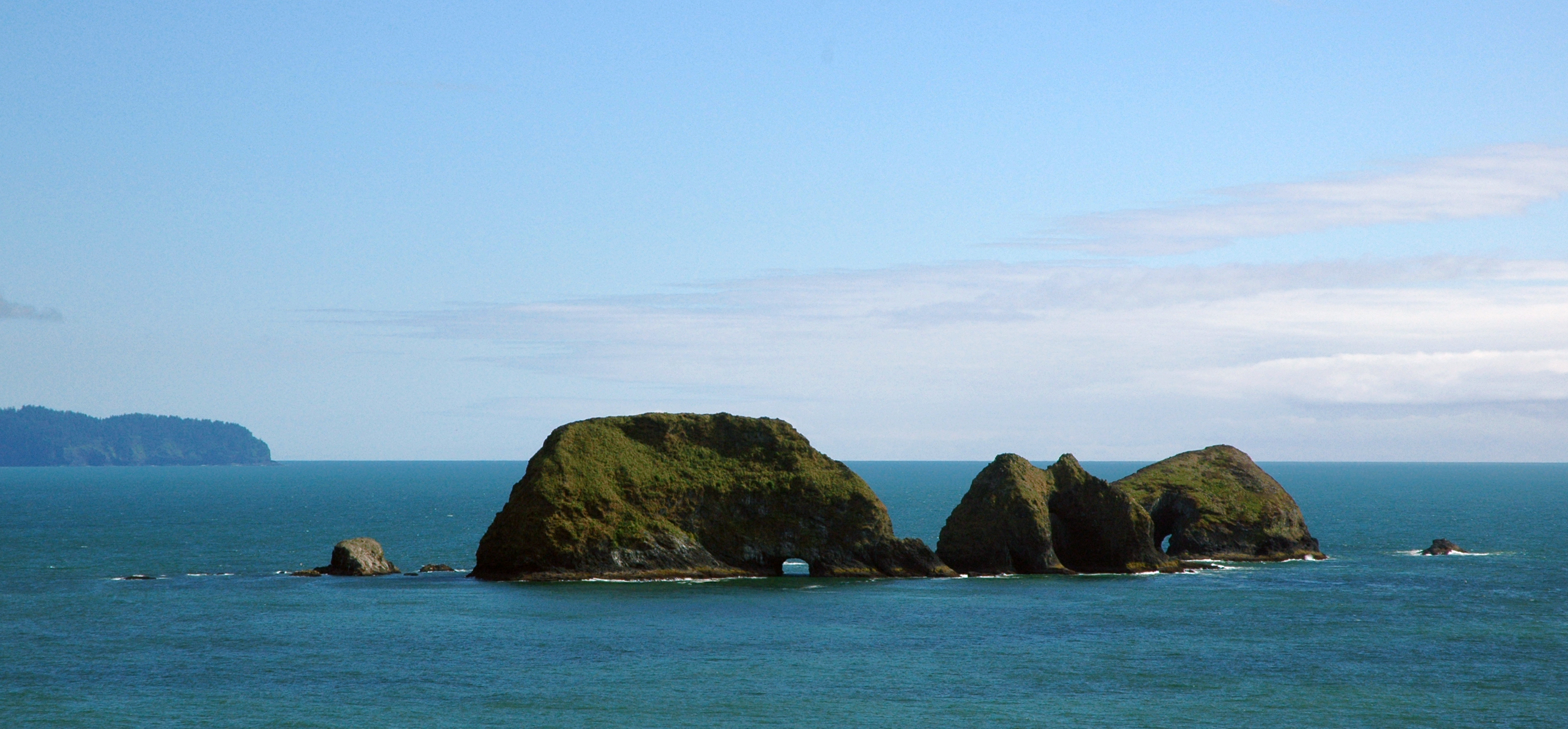
Zicht op de eilanden vanaf de vuurtoren van Cape Meares.

Three Arch Rocks National Wildlife Refuge is een Amerikaans natuurreservaat en wildernisgebied in de Stille Oceaan, voor de kust van Noord-Oregon.
In 1907 werd Three Arch Rocks als eerste gebied ten westen van de Mississippi aangewezen als National Wildlife Refuge, waardoor het onder het beheer kwam van de U.S. Fish and Wildlife Service. In 1970 werd het reservaat bovendien beschermd als wildernisgebied in het National Wilderness Preservation System. Three Arch Rocks is een van de kleinste wildernisgebieden in de VS: het is slechts 6,07 hectare groot en omvat zes rotsachtige eilandjes op een kilometer voor de kust.

## Fauna
Het reservaat beschermt een van de grootste broedlocaties voor zeevogels in Oregon, met meer dan 230.000 vogels. Three Arch Rocks heeft de grootste kolonies kuifpapegaaiduikers (Fratercula cirrhata) en zeekoeten (Uria aalge) ten zuiden van Alaska. Het is ook de enige plaats in Noord-Oregon waar de bedreigde Stellerzeeleeuw (Eumetopias jubatus) jongen werpt.
Three Arch Rocks vormt samen met vijf andere National Wildlife Refuges het Oregon Coast National Wildlife Refuge Complex. Samen omvatten die gebieden zo'n 150 hectare langs 515 kilometer kust in Oregon.